# Gangamopteris
Gangamopteris es un género de gimnospermas con semillas que vivieron en el Carbonífero y Pérmico, muy similar a Glossopteris. Antes fue clasificado como un helecho con semillas. El género  se identifica generalmente por las hojas. Gangamopteris predomina en algunos yacimientos de carbón, como el supergrupo Beacon. Plantas vasculares, que son parte de la flora Glossopteris, que eran los árboles o arbustos de 4-6 metros de altura, con hojas en forma de lengua.
En el geoparque Paleorrota en Rio Grande do Sul, Brasil, se encontraron Gangamopteris obovata. Se ubicaron en Mina Morro do Papaléo en Mariana Pimentel y Quiteria en Pantano Grande. Data del Pérmico y estaban en la Formación Río Bonito. En Morro do Chapéu, en Cachoeira do Sul, que se encuentran descubiertos Gangamopteris sulriograndensis.